# Fam (Insel)
Fam ist eine Insel in der Halmaherasee. Sie ist die Hauptinsel der Faminseln innerhalb des Raja-Ampat-Archipels vor der Küste Neuguineas.

## Geographie
Fam liegt im Zentrum des Bogens, den die Faminseln bilden. Nördlich liegen die Inseln Penemu (Groß-Fam, Fam Besar) und Keroeo. Südlich der Insel Fam befinden sich die Inseln Manaru, Nokkor, Inus, Naffi, Ba, Fambemuk, Groß- und Kleinanau. Direkt vor Fams Nordwestküste liegt die Insel Ambambee.
Orte auf der Insel Fam sind Fam an der Südküste und Saukabu an der Nordostküste. Eine dritte Siedlung liegt zwischen ihnen. Eine Straße führt durch die Insel und verbindet die Ortschaften miteinander. Im Nordosten der Insel liegen drei Seen. Im größten von ihnen befindet sich eine kleine Insel.
Fam gehört zum Distrikt Westwaigeo-Inseln (Waigeo Barat Kepulauan) im Regierungsbezirk Raja Ampat (Provinz Papua Barat Daya).